# Орешкевич, Ярослав Павлович
Ярослав Павлович Орешкевич (бел. Яраслаў Паўлавіч Арашкевіч; род. 8 сентября 2000, Брест) — белорусский футболист, полузащитник брестского «Динамо».

## Клубная карьера

### «Рух» Брест
Воспитанник брестского «Динамо». С 2016 по 2018 год играл за дублирующий состав команды. Летом 2018 года присоединился к другому клубу из Бреста — «Руху». Вместе с командой прошёл путь от Второй лиги до Высшей лиги Беларуси. В чемпионате Беларуси Орешкевич дебютировал 6 июня 2020 года в матче против «Ислочи» (1:1). Свой первый гол в высшем дивизионе забил 28 июня 2020 года в игре против «Белшины» (3:0).

#### Аренда в «Динамо-Брест»
В феврале 2021 года на правах годичной аренды вернулся в стан клуба «Динамо-Брест». Появлялся на поле в составе брестской команды, чередовал выходы в стартовом составе и на замену. В декабре 2021 года вернулся из аренды в «Рух». В начале 2022 года готовился к новому сезону вместе с «Рухом», однако после того как клуб снялся с Высшей лиги в марте вновь был отдан в аренду «Динамо». В июне 2022 года покинул клуб, предположительно получив контракт от борисовского БАТЭ.

### БАТЭ
В июне 2022 года стал игроком борисовского БАТЭ. Также в борисовском клубе футболист будет выступать в амплуа защитника. Дебютировал за клуб 29 июня 2022 года в матче против «Слуцка», отметившись результативной передачей. В июле 2022 года футболист вместе с клубом отправился на квалификационные матчи Лиги конференций УЕФА. Первый матч сыграл 21 июля 2022 года против турецкого «Коньяспора», где футболист вышел на замену на 54 минуте. В ответной встрече 28 июля 2022 года футболист также начинал матч со скамейки запасных, выйдя на поле в начале второго тайма, однако по сумме 2 матчей турецкий клуб оказался сильнее. Дебютный гол за клуб забил 29 октября 2022 года в матче против «Энергетика-БГУ». В своём дебютном сезоне за клуб футболист отличился забитым голом и 3 результативными передачами, также став бронзовым призёром Высшей лиги.
В январе 2023 года футболист вместе с клубом продолжил готовиться к новому сезону. Вышел в полуфинал Кубка Беларуси, победив бобруйский клуб 11 марта 2023 года в ответном четвертьфинальном матче. Первый матч в чемпионате сыграл 18 марта 2023 года против «Гомеля». Стал серебряным призёром Кубка Беларуси, где в финале 28 мая 2023 года уступил жодинскому «Торпедо-БелАЗ». Первым голом за клуб в сезоне отличился 28 июня 2023 года в матче Кубка Беларуси против клуба «Миоры». В июле 2023 года футболист вместе с клубом отправился на квалификационные матчи Лиги чемпионов УЕФА. В обоих матчах против албанского клуба «Партизани» остался на скамейке запасных.

### «Вележ»
В июле 2023 года футболист перешёл в боснийский клуб «Вележ». В конце месяца футболист был официально представлен в боснийском клубе, с которым подписал двухлетний контракт. В ноябре 2023 года появилась информация о том, что футболист расторг контракт с боснийским клубом, став поддерживать форму вместе с брестским «Динамо». В декабре 2023 года футболист официально покинул боснийский клуб.

### «Динамо-Брест»
В январе 2024 года футболист присоединился к брестскому «Динамо», подписав контракт до конца сезона с опцией продления ещё на год. Первый матч за клуб футболист сыграл 15 марта 2024 года против «Ислочи», выйдя на поле в стартовом составе.

## Карьера в сборной
В 2017 году выступал за юношескую сборную Беларуси до 17 лет.
В марте 2021 года главный тренер молодёжной сборной Беларуси Олег Никифоренко вызвал Орешкевича в стан команды на товарищеские матчи против Армении и Грузии. 2 сентября дебютировал в сборной, выйдя в стартовом составе в отборочном матче чемпионата Европы против Исландии (1:2) и был заменён во втором тайме.

## Достижения
«Рух» Брест
- Победитель Второй лиги: 2018
- Бронзовый призёр Первой лиги: 2019

## Семья
Младший брат Иван Орешкевич — профессиональный футболист.
Младший брат Максим Орешкевич — профессиональный футболист.